# Olios vitiosus
Olios vitiosus là một loài nhện trong họ Sparassidae.
Loài này thuộc chi Olios. Olios vitiosus được Jehan Vellard miêu tả năm 1924.